# La Réforme de l'opéra de Pékin
La Réforme de l'opéra de Pékin est un roman de Maël Renouard paru le 4 septembre 2013 aux éditions Payot et Rivages et ayant reçu le prix Décembre la même année.

## Historique
Ce livre est récompensé le 5 novembre 2013 par le prix Décembre, présidé cette année-là par Pierre Bergé, au premier tour de scrutin par huit voix contre deux à Haute Époque de Jean-Yves Lacroix et deux voix à Naissance de Yann Moix (qui venait la veille de recevoir le prix Renaudot).

## Éditions
- Payot et Rivages, 2013  (ISBN 978-2743626181).
- Payot et Rivages, 2024  (ISBN 978-2743664435).

## Traductions
- La reforma del l’Opera di Pechino, traduit en italien par Laura Barile, Milan, Nottetempo, 2015  (ISBN 9788874525287).

- Reform der Peking-Oper, traduit en allemand par Ulrich Kunzmann dans "Lettre International”, Berlin, 2020.

- 京劇改革, traduit en chinois traditionnel par Mingyuan Hu, Londres, Hermits United, 2023  (ISBN 978-1999883379).

- The Peking Opera Reform, traduit en anglais par Peter Behrman de Sinéty, Londres, Hermits United, 2023  (ISBN 978-1999883386).